# Suffolk Cemetery, La Rolanderie Farm
Suffolk Cemetery, La Rolanderie Farm is een Britse militaire begraafplaats met gesneuvelden uit de Eerste Wereldoorlog, gelegen in de Franse gemeente Erquinghem-Lys in het Noorderdepartement. De begraafplaats ligt in de velden ruim een kilometer ten zuiden van het dorpscentrum, een paar honderd meter van de weg naar Bois-Grenier. Het terrein heeft een oppervlakte van 405 m² en is omgeven door een lage bakstenen muur. Aan de noordkant staat het Cross of Sacrifice. De begraafplaats wordt onderhouden door de Commonwealth War Graves Commission.
Er worden 43 doden herdacht, waaronder 8 niet geïdentificeerde.  

## Geschiedenis
Vanaf oktober 1914 was Erquinghem-Lys in Britse handen en dit bleef zo het grootste deel van de oorlog. In de buurt lag een boerderij die de Britten "La Rolanderie Farm" noemden en die in februari en augustus 1916 en maart 1918 door de 34th Division als hoofdkwartier werd gebruikt. In april 1918 werd ten zuidwesten van de boerderij de begraafplaats ingericht. De boerderij diende nog als hoofdkwartier van de 121st Brigade, maar werd zwaar onder vuur genomen. In april 1918 viel bij het Duitse lenteoffensief Erquinghem-Lys nog enkele maanden in Duitse handen, tot het dorp op het eind van de zomer werd heroverd.
Van de 43 soldaten die uiteindelijk hier werden begraven, waren er 36 van het 11th en 12th Suffolk Regiment. In 1925 werd op verzoek van de commandant van het 11th Battalion, Suffolk Regiment de naam van de begraafplaats uitgebreid tot Suffolk Cemetery, La Rolanderie Farm.

## Onderscheiden militairen
- Reginald Theobald, luitenant bij het Suffolk Regiment werd onderscheiden met het Military Cross (MC).
- de soldaten Percy Partridge en Abraham Smith werden onderscheiden met de Military Medal (MM).